# دروازه ساهره

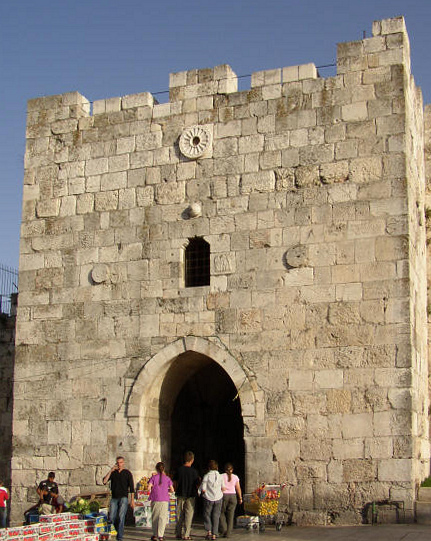
دروازهٔ ساهره، شهر قدیم بیت‌المقدس.

دروازه ساهره نام یکی از دروازه‌های حصار قدیمی شهر بیت‌المقدس است.
ناصر خسرو در وصف این دروازه و صحرای در جوار آن چنین گفته است:
 باروی مشرقی شهر باروی جامع است چون از جامع بگذری صحرایی بزرگ است عظیم هموار و آن را ساهره گویند و گویند که دشت قیامت خواهد بود و حشر مردم آن جا خواهند کرد بدین سبب خلق بسیار از اطراف عالم بدانجا آمده‌اند و مقام ساخته تا در آن شهر وفات یابند و چون وعده حق سبحانه و تعالی در رسد به میعادگاه حاضر باشند.
نام ساهره همچنین در قرآن ۷۹:۱۴ آمده است، که در روایات اسلامی آن را نزدیک بیت‌المقدس و محل حشر روز قیامت دانسته‌اند. ساهره همچنین نام قبرستانی در بیت‌المقدس است.